# Торгало, Олег Леонидович
Оле́г Леони́дович Торга́ло (род. 27 декабря 1972, Киев) — галерист, продюсер, телеведущий, коллекционер, меценат. Основатель сети художественных галерей «Раритет-Арт» (2002, Киев, Украина), её филиала Global Rarity Art Ltd. (2006—2009, Лондон, Великобритания) и канала «Роса ТВ» (2013). Глава Международного благотворительного фонда «Вильный птах» (2014).

## Биография
Учился в с/ш № 69 г. Киева (1979—1989). Прошел службу в армии (1991—1992). Окончил Межрегиональную академию управления персоналом (1998, юридический факультет), специальность «Хозяйственное и трудовое право». Работал частным предпринимателем (1994—2002), в сети галерей «Раритет-Арт» (с 2002, собственник), на канале «Роса ТВ» (с 2013, ведущий продюсер). Живет в Киеве.

## Художественная деятельность
Под руководством коллекционера «Раритет-Арт» постоянно экспонирует лучшие образцы творчества современников и мастеров прошлого на больших специализированных художественных мероприятиях.. 

### «Золото скифских царей»
Выставка «Золото скифских царей» («Мыстецкий арсенал», 2009—2010) предоставила наибольшую в мире коллекцию скифского царского золота. Владельцами драгоценностей являлись коллекционеры Мохаммад Захур, Богдан Шевчук и Сергей Бубка. Собрание представляло приватную часть Государственного музейного фонда Украины. Это единственная коллекция в мире, собравшая сразу четыре золотые пекторали. Кроме археологических артефактов, в рамках проекта были показаны серии скульптур дохристианских богов «Коло Свароже» резца А. Куща, самая большая картина Европы «Хроники Украины» (150 м2, на картине воссоздано 1700 исторических портретов) и фотовыставка наиболее дорогого в мире фотографа Питера Лика.

### Акции национального масштаба
«Раритет-Арт» стала эксклюзивным представителем творчества Никаса Сафронова на Украине. Были организованы вернисажи художника в Киеве (InterContinental Hotel Kiev, 2009) и Одессе (Морская арт-галерея, 2009). Тематическая выставка «Любовь, комсомол и весна» в рамках проекта «Art-Expo 2011 Ukraine» (Украинский Дом) была приурочена к 100-летию Международного женского дня. Частью мероприятия стала фотовыставка под эгидой ООН, а также вручение приза «Муза Украины» Аде Роговцевой, Татьяне Голембиевской и Елене Золотаревой; наибольший интерес зрителей вызвала выставка советского плаката и агитационного фарфора из коллекции О. Торгало.
Экспозиция «Загадочная Индия» (Национальный музей литературы Украины, 2011) была посвящена индийской культуре. Впервые в выставочной практике столицы использовались световые эффекты тысяч проецирующих плывущих фотографий. Сеть художественных галерей выступила генеральным партнером и представителем выставочного проекта «Самураи. Art of war» (2013), посвященного культурным традициям Японии. Были выставлены все виды самурайского оружия, доспехи XVI—XIX вв., предметы быта, повседневная одежда, искусство и поэзия самураев от Средневековья до их последних дней. Большая ретроспективная выставка ведущих крымских художников экспонировалась в Центре современного искусства М17 (2013). Были представлены работы от 1930-х гг. до современности.
«Раритет-Арт» организовала монументальную роспись потолка здания Верховного суда Украины художниками Алексеем Кулаковым и Наталией Папирной (2007, около 300 м2).

## Коллекция
Коллекционировать начал с 2002. Основу коллекции составляют произведения живописи (с 2002; более 200 картин). Представлены советский плакат (с 2008; около 500 плакатов) и скульптура (с 2002; 10 композиций). Коллекционная подборка советского агитационного фарфора (с 1998; около 100 работ). Собирает предметы антиквариата. Собрание предметов раннего христианства (с 2005; более 20 экспонатов). Подборка антикварных нательных крестов (с 2005; более 50 единиц).
Живопись охватывает имена Виктора Ковтуна, Никаса Сафронова, Василия Гурина, Юрия Винтаева, Анатолия Зорко, Леонида Заборовского, Алексея Кулакова, Наталии Папирной. Основной жанр живописи — пейзаж и его виды (марина; городской пейзаж — ведута и индустриальный; сельский пейзаж). Особое место занимает искусство советского периода. Представлены все художественные центры Украины, центральное значение принадлежит крымским художникам.
Среди имен скульпторов — Анатолий Кущ, Виктор Липовка, Андрей и Пётр Озюменки. Скульптурные композиции носят станковый характер.
Собрание Олега Торгало публичное, регулярно представленное на отдельных и групповых выставках в Киеве и других городах страны. Его основная часть находится в постоянной экспозиции главной галереи. Книжная и периодическая литература о коллекции включает альбом и объемные публикации в журналах «Українська культура», «Muza-ua», «Travel News». Есть статьи об отдельных картинах, которые были собственностью собирателя.

## Телепрограммы, фильмография, литературная деятельность
Принимал участие в интервью, передачах и ток-шоу на центральных каналах украинского телевидения. Прозвучали темы «Мудрость в кризисном обществе» («Свобода мысли с Назипом Хамитовым»), сюжет о арт-рынке Украины в прямом эфире канала 112 и др.
В качестве героя фильма снялся в документальных и художественном фильмах.
1. Зачем человеку искусство? (Роса ТВ, 2014; режиссёр Василий Рыбальченко). Фильм демонстрировался на фестивале «Киноглаз» (2014, Серпухов, РФ)[30].На кинофестивале «Independent Star» (2015, Таррагона, Испания — Киев, Украина) кинолента награждена как лучший документальный фильм[31].
2. Старый Иерусалим. Александровское подворье (Роса ТВ, 2014). О возрождении традиций сестер милосердия на Александровском подворье в Иерусалиме.
3. Восемь (2014, режиссёр Александр Шапиро).

Олег Торгало является автором статей, опубликованных в журналах «Individual Service», «Travel News» и «Muza-ua». Ведет популярный блог на Facebook.

## Благотворительность
По инициативе Олега Торгало «Раритет-Арт» регулярно проводит благотворительные акции. Аукцион в Киевском городском доме учителя был организован в поддержку установки в Оттаве (Канада) памятника Тарасу Шевченко, завершив всеукраинскую выставочную акцию «Исследование украинскими художниками путей Тарасовой судьбы» (2008).
Сеть галерей является соорганизатором ежегодного благотворительного аукциона «Художники — детям» для Центра детской кардиологии и кардиохирургии (с 2010, Киев). Также проводятся аукционы в поддержку детских домов.
18 декабря 2014 состоялась презентация Международного благотворительного фонда «Вильный птах» — неприбыльной организации, которая преследует цель предлагать государству идеи реформирования в культурной, духовной, социальной сферах и сфере охраны труда. Глава фонда — Олег Торгало, партнеры фонда — «Роса ТВ», «Раритет-Арт» и киевская музыкальная школа «Американская музыкальная академия».

### Статьи автора
1. [Искусство портрета] // Individual Service. — 2009. — № 11. — С. 38-48.
2. Скульптура, или искусство ценить немеркнущую красоту истинных шедевров // Individual Service. — 2009. — № 12. — С. 56-63. Изменено: Travel News. — 2009. — № 9-10. — С. 118—127.
3. Мастера портрета // Travel News. — 2010. — № 2-3. — С. 92-101.
4. Мировой феномен: выставка уникального скифского золота, принадлежавшего царям // Individual Service. — 2010. — № 3. — С. 38-41. Изменено: Travel News. — 2010. — № 4-5. — С. 96-99.
5. Притча о Будде и оскорблении // Muza-ua. — 2012. — № 9. — С. 100—101.

### Интервью
1. Красота спасет капитал, или Инвестиции в прекрасное / интервью [вела] Д. Гордашникова // Zефир. — 2008. — № 12. — С. 78.
2. Розквіт «золотого» мистецтва / [інтерв’ю вела] Н. Третяк // Українська культура. — 2008. — № 1. — С. 26-27. (укр.)
3. Без фальши // Zефир. — 2009. — № 7-8. — С. 104—105.
4. «Каждый человек получает то, что заслуживает» / [разговор вела] С. Фадеева // Портмоне. — 2009. — № 15. — С. 1, 6-7.
5. Красота увеличит капитал или альтернативные инвестиции // Brilliance House. — 2009. — № 5. — С. 12-13.
6. Олег Торгало: искусство облагораживает жизнь и волнует сердца / беседу вела О. Безрукова // Travel News. — 2009. — № 7-8.
7. Туркин, А. Богемный бизнес // Портмоне. — 2009. — № 24. — С. 7, 16.
8. Золото скифских царей // Zефир. — 2010. — № 4.
9. Искусство и духовность. Беседа с Олегом Торгало, владельцем галереи «Раритет-Арт» // Muza-ua. — 2010. — № 1. — С. 70-74.
10. По дороге к себе / текст [интервью] Е. Рог // Fashion News. — 2010. — № 7-8. — С. 40-49.
11. Духовные раритеты / текст [интервью] А. Хоменко // Публичные люди. — 2011. — № 5. — С. 110—112.
12. Искусство здоровой жизни // Muza-ua. — 2011. — № 5. — С. 52-55.
13. [10-летний юбилей «Раритет-Арт». Разговор с основателем сети галерей О. Торгало] / беседу вела Я. Русакевич // Muza-ua. — 2012. — № 7. — С. 20-23.
14. Арт-рынок — самый точный барометр положения / [беседовала] М. Зимина // Уикенд 2000. — 2012. — № 42. — С. 6.